# Edwin Walter Kemmerer
Edwin Walter Kemmerer, född 29 juni 1875, död 16 december 1945, var en amerikansk finansexpert.
Kemmerer blev professor i nationalekonomi vid Cornelluniversitetet 1906 och vid Princeton 1912. Han medverkade vid saneringen av åtskilliga staters finanser, i Mexiko 1917, Columbia 1923, Chile och Polen 1925 och Bolivia 1927. Kemmerer tillhörde 1924 Daweskommissionen. Bland hans skrifter märks Modern currency reforms (1916) och High prices and deflation (1920).